# Salk Institute for Biological Studies
Pour les articles homonymes, voir Salk.
Le Salk Institute for Biological Studies (en français, « l'Institut Salk pour les études biologiques ») est un institut de recherche scientifique indépendant et à but non lucratif situé à La Jolla, dans la métropole de San Diego, en Californie . L'institut emploie près de 850 chercheurs dans 60 groupes de recherche et se classe régulièrement parmi les meilleurs établissements aux États-Unis dans ses spécialités : biomédecine, biologie moléculaire et génétique, neurosciences .
En 2004, le supplément du Times Times Higher Education Supplement a classé l'institut en première position mondiale dans le champ de la recherche en biomédecine. En 2009, il a été classé numéro un par ScienceWatch dans le champ des neurosciences et sciences comportementales,.
Les sujets de recherche incluent : le vieillissement, le cancer, le diabète, les maladies congénitales, la maladie d'Alzheimer, la maladie de Parkinson, le syndrome d'immunodéficience acquise et la neurobiologie de la Langue des signes américaine.
Le March of Dimes a réalisé les premiers investissements financiers et continue de soutenir l'institut. À cela se sont ajoutés différents financements publics, tel que le National Institutes of Health (en français, Département américain de la santé), l’État de la Californie et d'autres investisseurs privés, tels que l'Ipsen (basé à Paris), l'Howard Hughes Medical Institute et la Fondation de la famille Waitt.
L'institut Salk a également servi de base au livre « Laboratory Life: The Construction of Scientific Facts» (en français, « La Vie de laboratoire : la production des faits scientifiques ») de Bruno Latour et Steve Woolgar, paru en 1979.

## Histoire de l'institut
L'institut a été fondé en 1960 par Jonas Salk, le scientifique responsable du premier vaccin contre la poliomyélite. Lui et l'architecte Louis Kahn ont approché la ville de San Diego en vue de la donation d'une parcelle près du quartier Torrey Pines, qui leur sera accordé après un référendum auprès des citoyens . Parmi les fondateurs de l'institut se trouvent Jacob Bronowski et Francis Crick. La National Foundation for Infantile Paralysis (en) , connue à présent sous le nom de March of Dimes a fourni le financement initial et continue de soutenir l'institut . La construction des locaux a débuté en 1962 et une poignée de scientifiques intègrent le laboratoire en 1963. Des bâtiments supplémentaires abritant des nouveaux laboratoires et les départements administratifs sont construits dans les années 1990, par le cabinet d'architecture Anshen & Allen.
En mémoire de Jonas Salk, une plaque dorée est incrustée dans le sol à l'entrée de l'institut. Les visiteurs peuvent y lire « Hope lies in dreams, in imagination and in the courage of those who dare to make dreams into reality. »
Francis Crick  a occupé le poste de « J.W. Kieckhefer Distinguished Research Professor» à l'institut Salk jusqu'à sa mort en 2004. Ses dernières recherches en neurobiologie ont tenté d'éclairer l'étude de la conscience humaine.
Du 22 au 27 avril 2010, l'institut a hébergé une exposition de sculptures de verre de l'artiste Dale Chihuly afin de célébrer ses 50 ans d'existence .

## Architecture du site
Les bâtiments abritant l'institut ont été construits en 1962-1963 par l'architecte Louis Kahn dans un style architectural particulier : le brutalisme. Les plus anciens bâtiments ont été classés monuments historiques en 1991.
Initialement, l'institut devait être composé de trois entités : les laboratoires, les espaces de réunions et de conférences et les unités de vie. Finalement, seule la première partie a été érigée. Elle est constituée de deux blocs parallèles avec au centre un jardin d'eau. Ces deux blocs encadrent une vue plongeante sur l'océan Pacifique, accentuée par une étroite fontaine rectiligne qui semble atteindre l'horizon .

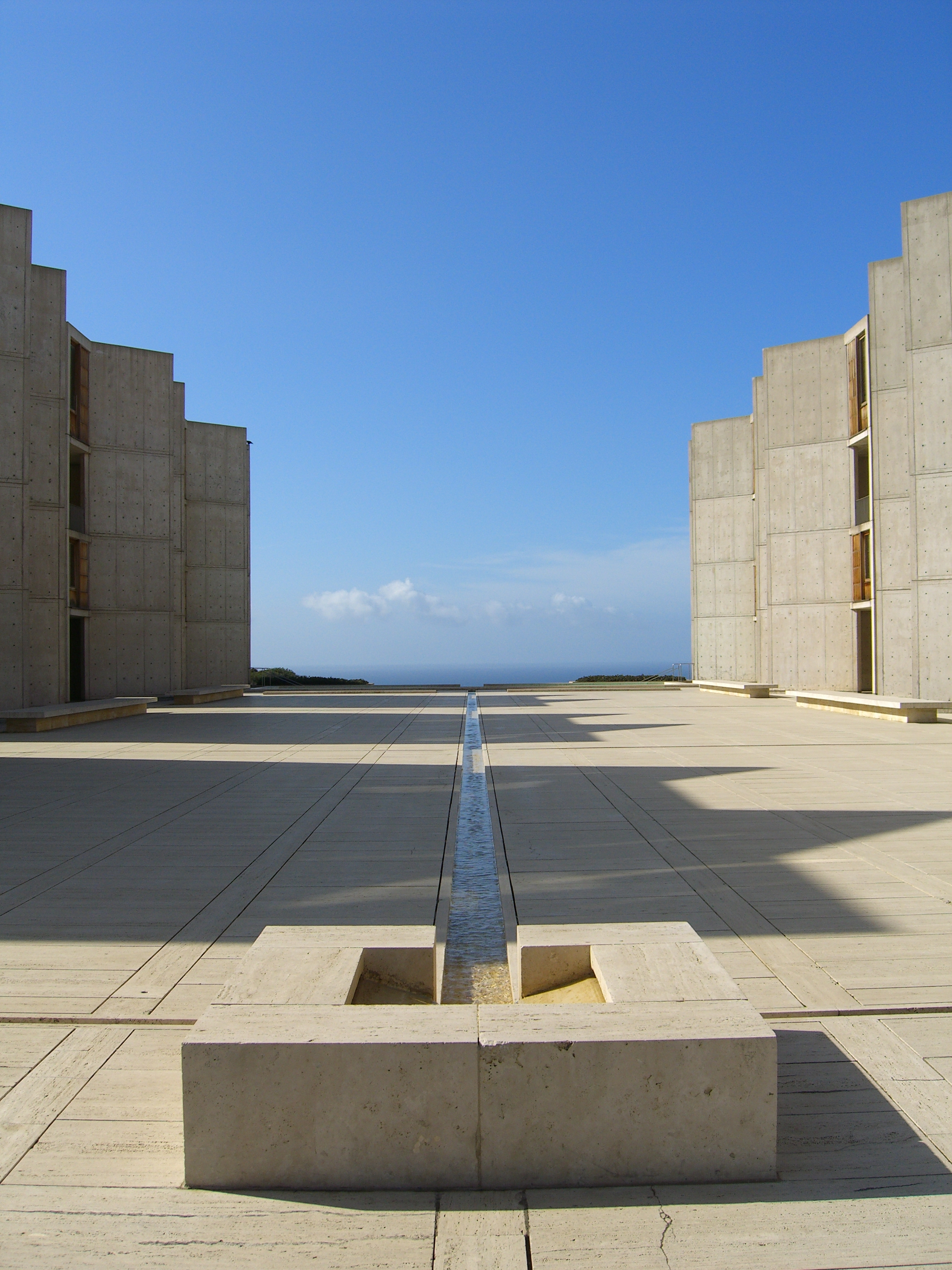
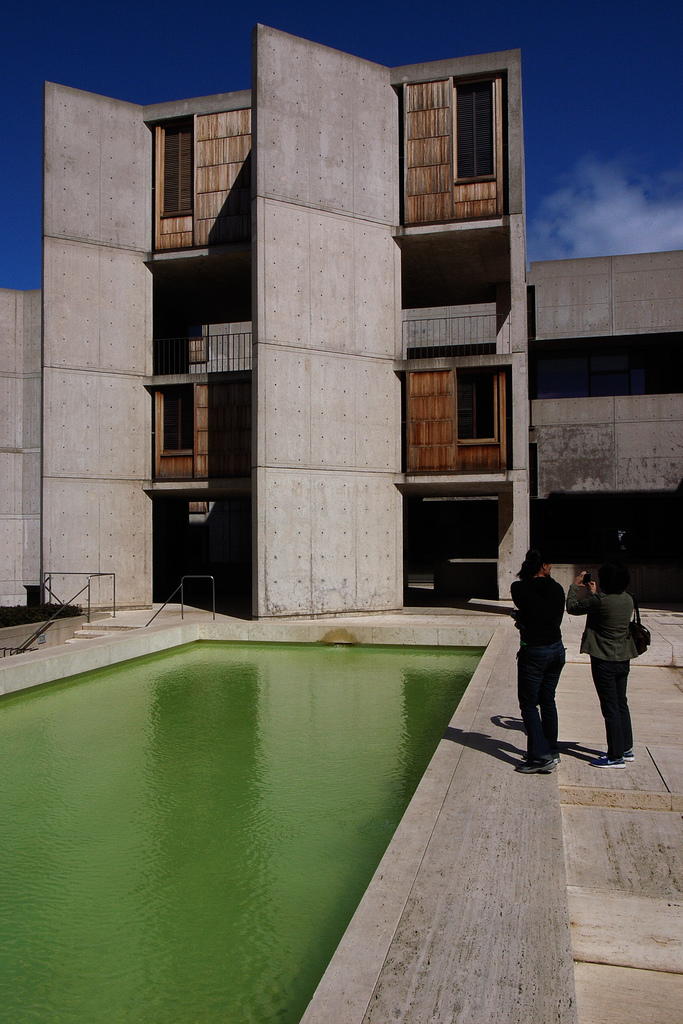
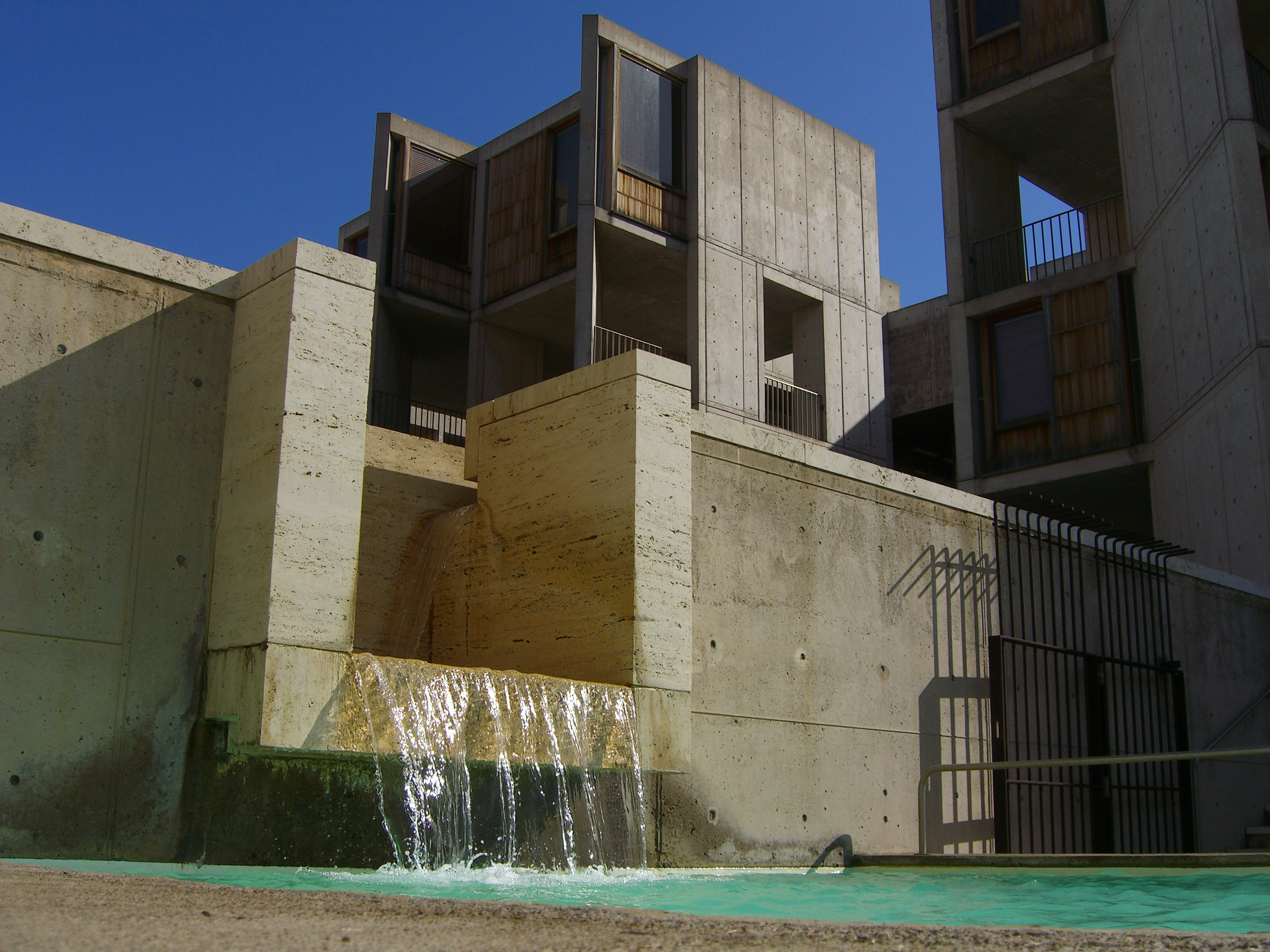
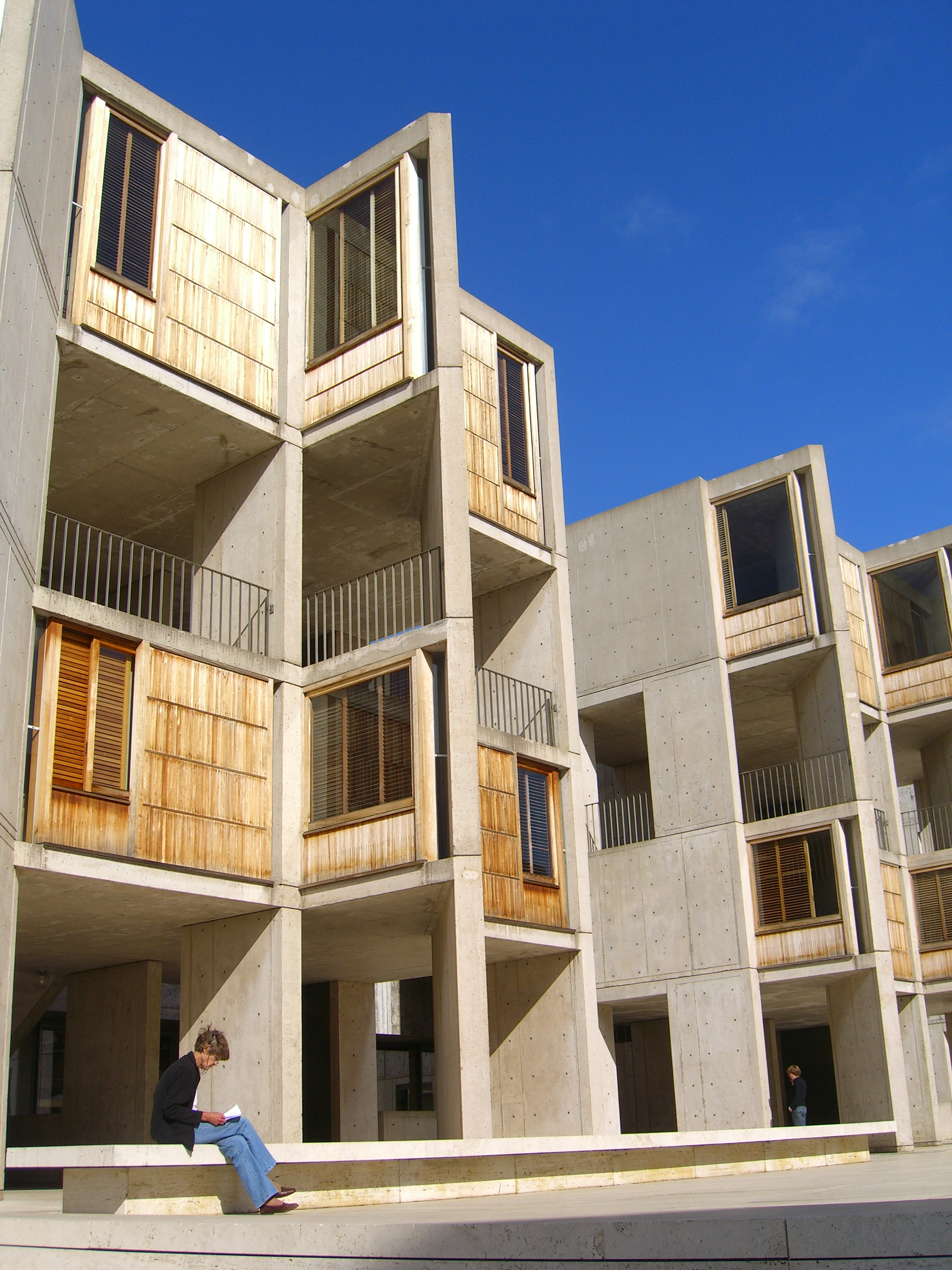

Salk a cherché à bâtir un campus esthétiquement agréable afin d'attirer des chercheurs du monde entier. Les 11 hectares du site ont été décrétés éligibles en 2006 par la Commission des Ressources Historiques de Californie afin d'entrer sur le Registre national des lieux historiques.

## Domaines d'activités et structuration de l'institut
L'institut est organisé en différentes unités de recherche, chacune d'elles étant composée de plusieurs groupes de scientifiques dirigés par un membre de l'université. Pour exemple :
- Laboratoire de Biologie cellulaire et moléculaire des plantes (Plant Molecular and Cellular Biology Laboratory)
- Laboratoires des régulations biologiques (Regulatory Biology Laboratory)
- Laboratoire de biologique structurale (Structural Biology Laboratory)
- Laboratoire d'expression génique (Gene Expression Laboratory)
- Laboratoire de génétiques (Laboratory of Genetics)
- Laboratoire de neurobiologie moléculaire (Molecular Neurobiology Laboratory)
- Laboratoire de neurobiologie cellulaire (Cellular Neurobiology Laboratory)
- Laboratoires des systèmes neurobiologique (Systems Neurobiology Laboratories)
- Laboratoire de neurobiologie computationnelle (Computational Neurobiology Laboratory)
- Laboratoires de la fondation Clayton pour l'étude des Peptides (Clayton Foundation Laboratories for Peptide Biology)
- Laboratoire de biologique cellulair et moléculaire (Molecular and Cell Biology Laboratory)
- Laboratoire de biochimie et biologique protéomique (Chemical Biology and Proteomics Laboratory)
- Laboratoire d'immunobiologie et de pathogenèse microbienne (Immunobiology and Microbial Pathogenesis Laborator)
- Laboratoires Renato Dulbeco pour la recherche contre le cancer (The Renato Dulbecco Laboratories for Cancer Research)

Rusty Gage a été engagé le 1er janvier 2019 à la tête de l'institut pour une durée de 5 ans . Jan Karlseder est le président du conseil académique . La faculté est composée de 53 membres. Cinq de ceux-ci sont membres de l'Howard Hughes Medical Institute, et plus d'un quart des membres sont des membres élus de l'Académie nationale des sciences des Etats-Unis .
En mai 2008, l’État de Californie a donné 270 millions de dollars pour fonder l'Institut Californien de Médecine Régénérative (en anglais, California Institute for Regenerative Medicine). Un consortium nommé Sanford Consortium for Regenerative Medicine composé de l'Institut Salk, de l'Université de San Diego, de l'Institut Burnham et l'Institut de recherche Scripps a reçu 43 millions de dollars de ce fonds,.